# Hidehiko Yoshida
Hidehiko Yoshida (em japonês:  吉田 秀彦, Yoshida Hidehiko; Obu, 3 de setembro de 1969) é um ex-lutador de artes marciais mistas e judoca japonês.
Yoshida foi campeão olímpico de judô nos Jogos de Barcelona em 1992. Se aposentou do judô após a derrota para o brasileiro Carlos Honorato. Na luta, Yoshida teve o braço quebrado com um uchi-mata aplicado pelo brasileiro.
No MMA, seu estilo era quase todo baseado no judô da Kodokan. Yoshida era um dos poucos lutadores a se apresentar para a luta vestindo o judogi.
No Pride, Yoshida enfrentou duas vezes o brasileiro Wanderlei Silva, em ambos os combates, o japonês foi derrotado na decisão dos juízes.
Outro famoso adversário brasileiro de Yoshida é Royce Gracie, um dos principais lutadores do clã dos Gracie, com quem lutou duas vezes. Na primeira luta (onde socos e pontapés eram inválidos), com ambos trajando judogi, Yoshida saiu vencedor após ter dito ao árbitro que Royce havia desmaiado, ao final da luta Royce Gracie foi aos juízes de mesa indignado e arrastou Hidehiko Yoshida até as cordas aos gritos de "You know" (Você sabe) se referindo ao fato de não estar desmaiado. A primeira luta acabou anulada, e na segunda luta (onde socos e pontapés eram válidos), o Royce entrou sem o kimono e o Yoshida lutou com o kimono. Nas regras so sairia vencedor aquele que finalizasse o adversário. Royce levou grande vantagem na luta, mas ao final foi considerado empate uma vez que nao aconteceu uma finalizaçao de nenhum dos lutadores.